# Friedrich Asmus von Bandemer
Friedrich Asmus von Bandemer (* 24. August 1685; † 24. August 1770) war ein preußischer Oberst und Chef des Husarenregiments Nr. 3 sowie Erbherr von Reitz und Vessin.

## Leben
Sein Vater war Kasper Moritz von Bandemer, Besitzer von Sorchow.
Bandemer stand von 1713 bis 1717 in polnischen, von 1719 bis 1738 in russischen Diensten. Dort wurde er 1724 Hauptmann sowie Generaladjutant des Prinzen Menschikow. 1727 wurde er Oberstleutnant. Er kämpfte in der russischen Armee in Polen, Persien und bei den Krim-Tataren. 1738 wechselte er in preußische Dienste und erhielt am 11. Februar 1738 durch König Friedrich Wilhelm I. das Patent als Oberst. Unter Friedrich II. wurde er Chef des Husarenregiments Nr. 3. Am 1. August 1741 wurde Bandemer bei Kloster Leubus überfallen, wobei fast das gesamte Regiment vernichtet wurde. Er erhielt daraufhin seinen Abschied und ging nach Pommern zurück. Dort starb er am 24. August 1770.
Bandemer war zweimal verheiratet. Seine erste Frau war Anna Gottliebe Gerda von Woyten. Aus der Ehe ging der Sohn Karl Ludwig (* 1716) hervor. Nach der Scheidung von seiner ersten Frau heiratete er Anna Rahel von Collrepp.